# Olizy-Primat
Olizy-Primat és un municipi francès situat al departament de les Ardenes i a la regió del Gran Est. L'any 2007 tenia 223 habitants.

## Demografia

### Població
El 2007 la població de fet d'Olizy-Primat era de 223 persones. Hi havia 84 famílies de les quals 20 eren unipersonals (20 dones vivint soles i 20 dones vivint soles), 24 parelles sense fills, 36 parelles amb fills i 4 famílies monoparentals amb fills.
La població ha evolucionat segons el següent gràfic:
Habitants censats

### Habitatges
El 2007 hi havia 124 habitatges, 87 eren l'habitatge principal de la família, 24 eren segones residències i 12 estaven desocupats. Tots els 124 habitatges eren cases. Dels 87 habitatges principals, 74 estaven ocupats pels seus propietaris, 11 estaven llogats i ocupats pels llogaters i 2 estaven cedits a títol gratuït; 2 tenien dues cambres, 8 en tenien tres, 10 en tenien quatre i 67 en tenien cinc o més. 72 habitatges disposaven pel capbaix d'una plaça de pàrquing. A 36 habitatges hi havia un automòbil i a 45 n'hi havia dos o més.

### Piràmide de població
La piràmide de població per edats i sexe el 2009 era:
| Homes | Edats   | Dones |
| ----- | ------- | ----- |
| 0     | 95 o +  | 0     |
| 0     | 90 a 94 | 4     |
| 4     | 85 a 89 | 0     |
| 0     | 80 a 84 | 4     |
| 4     | 75 a 79 | 4     |
| 8     | 70 a 74 | 4     |
| 4     | 65 a 69 | 4     |
| 4     | 60 a 64 | 4     |
| 12    | 55 a 59 | 4     |
| 4     | 50 a 54 | 8     |
| 12    | 45 a 49 | 12    |
| 4     | 40 a 44 | 8     |
| 4     | 35 a 39 | 0     |
| 8     | 30 a 34 | 12    |
| 0     | 25 a 29 | 0     |
| 12    | 20 a 24 | 0     |
| 8     | 15 a 19 | 8     |
| 4     | 10 a 14 | 4     |
| 8     | 5 a 9   | 4     |
| 0     | 0 a 4   | 4     |

## Economia
El 2007 la població en edat de treballar era de 131 persones, 98 eren actives i 33 eren inactives. De les 98 persones actives 83 estaven ocupades (46 homes i 37 dones) i 15 estaven aturades (6 homes i 9 dones). De les 33 persones inactives 16 estaven jubilades, 4 estaven estudiant i 13 estaven classificades com a «altres inactius».

### Ingressos
El 2009 a Olizy-Primat hi havia 91 unitats fiscals que integraven 230 persones, la mediana anual d'ingressos fiscals per persona era de 12.769 €.

### Activitats econòmiques
Dels 6  establiments que hi havia el 2007, 1 era d'una empresa extractiva, 1 d'una empresa alimentària, 2 d'empreses de construcció, 1 d'una empresa d'hostatgeria i restauració i 1 d'una empresa de serveis.
Els 2 serveis als particulars que hi havia el 2009 eren electricistes.
L'únic establiment comercial que hi havia el 2009 era una fleca.
L'any 2000 a Olizy-Primat hi havia 17 explotacions agrícoles que ocupaven un total de 793 hectàrees.

## Equipaments sanitaris i escolars
El 2009 hi havia una escola maternal integrada dins d'un grup escolar amb les comunes properes formant una escola dispersa.

## Poblacions més properes
El següent diagrama mostra les poblacions més properes.